# Giovanni Treccani
Pour les articles homonymes, voir Treccani (homonymie).
Giovanni Treccani (prononcé : [dʒoˈvanni trekˈkani][dʒoˈvanni trekˈkani]), né le 3 janvier 1877 à Montichiari (Italie) et mort le 6 juillet 1961 à Milan (Italie), est un industriel italien du textile, éditeur et patron culturel. Il a parrainé l’Istituto Giovanni Treccani, créé le 18 février 1925 pour publier l’Enciclopedia Italiana (actuellement connue avec son propre nom, Enciclopedia Treccani).

## Biographie
Il est le fils d'un pharmacien. À l'âge de 17 ans, il émigre en Allemagne pour travailler comme ouvrier textile. En 1924, il devient sénateur de l'Italie. En 1925, les travaux ont démarré sur l’Istituto dell'Enciclopedia Italiana. En 1937, il a reçoit le titre de comte, et en 1939 il reçoit un doctorat honoris causa en littérature de l’Université de Milan.